# Presillas
Presillas es una localidad y una Entidad Local Menor situadas en la provincia de Burgos, comunidad autónoma de Castilla y León (España), comarca de Las Merindades, partido judicial de Villarcayo, ayuntamiento de Alfoz de Bricia.

## Geografía
Situado en el norte de la provincia lindando con el Alfoz de Santa Gadea y los valles de Valderredible, Valdebezana, Zamanzas, Manzanedo, y de Sedano, 7 km al sur de la capital del municipio Barrio, 32 de Sedano, su antigua cabeza de partido, y 78 de Burgos.

### Comunicaciones
A 8 kilómetros, circulando por la carretera local BU-V-6116, de la N-623 donde circulan las líneas de autobuses Burgos-Santander y Burgos-Arija.

## Demografía
En el censo de 1950 contaba con 55 habitantes, reducidos 2 en 2024.
Uno de los 19 pueblos de la provincia de Burgos en los que en 2015 solo vive una sola persona mayor.

## Historia
Lugar en el Alfoz de Bricia perteneciente al Bastón de Laredo, jurisdicción de señorío ejercida por el Marqués de Aguilar, quien nombraba su regidor pedáneo.
A la caída del Antiguo Régimen queda agregado al ayuntamiento constitucional de Alfoz de Bricia, en el partido de Sedano perteneciente a la región de Castilla la Vieja.

## Parroquia
Aldea de Valdería cuya iglesia depende de la parroquia de Cilleruelo de Bezana en el Arcipestrazgo de Merindades de Castilla la Vieja, diócesis de Burgos.

## Lugares de interés
Ermitas rupestres. Nos hallamos seguramente ante una de las iglesias o eremitorios rupestres más bellos de España quizás comparable, modestamente, con la ermita mozárabe de San Baudelio de Berlanga en la provincia de Soria. Tal es así que para Fray Justo Pérez de Urbel, la gran altura de los arcos y las pilastras nos hacen pensar en lo asturiano.

### Cueva de "San Miguel"
Puede visitarse el eremitorio de San Miguel.